# Charmaine Häusl
Charmaine Laurence Häusl (Victoria, 27 gennaio 1996) è un calciatore seychellese con cittadinanza tedesca, difensore o centrocampista del Babelsberg e della nazionale seychellese.

## Biografia
Häusl è nato a Victoria, capitale delle Seychelles, da padre tedesco e madre seychellese. Da piccolo ha lasciato lo stato insulare africano per trasferirsi nella nazione di provenienza paterna.

## Caratteristiche tecniche
È un giocatore molto versatile: nato come difensore centrale, viene spesso impiegato come mediano o, più raramente, come terzino destro; in passato ha ricoperto inoltre i ruoli di libero, mezzala o esterno di centrocampo su entrambe le fasce. È soggetto a ricorrenti, anche molto gravi, infortuni.